# 民主主義回復フォーラム (ケニア)
民主主義回復フォーラム（民主回復フォーラム、英語: Forum for the Restauration of Democracy、略称:FORD）は、ケニアの政治運動、政党。

## 結成
1991年、ダニエル・アラップ・モイ大統領の政権とケニア・アフリカ民族同盟（KANU）の一党制に反対する政治家により結成された。民主主義回復フォーラムの目標は複数政党制による民主主義、自由主義的変革であった。アフリカ諸国では1990年代から冷戦の終結や東欧革命、ソビエト連邦の崩壊の影響で一党独裁体制が崩壊していったが、ケニアでも民主化の動きが活発化していく。

## 創設者たち
FORDは、ジャラモギ・オギンガ・オディンガ、ケネス・マティバ、マーティン・シクク、マシンデ・ムリロ、マイケル・ワマルワによって結成された。当初、モイ大統領はを抑圧するが、1991年11月26日、パリで開催されたアフリカ援助国会議で、ケニアに対して民主化、構造調整計画の遅れに批判が集まり、新規援助停止が決定された。これを契機に12月2日、KANU幹部会は複数政党制導入を決定した。FORDは民主党とともにケニア全国規模の野党に成長することとなる。

## 分裂
1992年総選挙が実施される前に、大統領候補をめぐって党内は対立した。結局、FORDは、以下の3つに分裂した。.
- 民主主義回復フォーラム・アシリ(FORD-A)
- 民主主義回復フォーラム・ケニア(FORD-K)
- 民主主義回復フォーラム・人民（人民のための民主主義回復フォーラム、FORD-P、1997年結成）に分裂した。

結局、党分裂の影響もあり、1992年総選挙では大統領選挙で現職のモイ大統領が当選し、民主主義回復フォーラム・アシリのケネス・マティバは2位、民主主義回復フォーラム・ケニアのジャラモギ・オギンガ・オディンガは4位にとどまった。議会選挙でもKANUは100議席を獲得し第一党の座を確保し、民主主義回復フォーラム・アシリ、民主主義回復フォーラム・ケニアはそれぞれ31議席を獲得するにとどまった。
こうしてFORDは、1992年総選挙には敗れはしたものの、歴史的にはケニアの複数政党制、民主化の端緒を開いた政治運動であると評価されている。